# Драчевський Віктор Васильович
Драчевський Віктор Васильович — український політик. Генерал-майор міліції (08.2003), член НП; колишній народний депутат України.

## Життєпис
Народився 10 листопада 1960 року в м.Кривий Ріг, Дніпроп. обл.); одружений; має 2 дітей.
Освіта: Київська вища школа ім. Ф. Е. Дзержинського МВС СРСР, юрист; Академія МВС Росії, організатор правоохоронної діяльності.
03.2006 кандидат в народні депутати України від Народного блоку Литвина, № 46 в списку.
Народний депутат України 4 скликання 07.2002-04.2006, виборчий округ № 35, Дніпропетровська область, самовисування. За 42.08 %, 11 суперників. На час виборів: перший заступник начальника УМВС — начальник кримінальної міліції м. Дніпропетровська, безпартійний. Член фракції партій ПППУ та Трудової України (09.2002-04.2004), член фракції політичної партії «Трудова Україна» (04.-12.2004), позафракційний (12.2004-01.2005), член групи «Демократична Україна» (01.-09.2005), член фракції Політичної партії «Вперед, Україно!» (09.-11.2005), член групи Народного блоку Литвина (з 11.2005), член Комітету у закордонних справах (з 02.2003).
- 1978—1980 — служба в армії.
- 1981—1986 — оперуповноважений УМВС Криворізького міськвиконкому в Дніпропетровській області.
- 1986—1990 — оперуповноважений з боротьби з ек. злочинністю, заступник начальника Жовтневого райвідділу УМВС України в м. Кривому Розі.
- 1993—1996 — начальник Нікопольського міжрегіон. відділу боротьби з орг. злочинністю, начальник кримінальної міліції м. Нікополя УМВС України в Дніпропетровській області.
- 1999—2002 — 1-й заступник начальника Дніпроп. міського УМВС — начальник кримінальної міліції м. Дніпропетровська.

Почесна грамота КМ України (12.2003).